# Isabelle Brasseur
Pour les articles homonymes, voir Brasseur.
Isabelle Brasseur, née le 28 juillet 1970 à Kingsbury, est une ancienne patineuse artistique canadienne. Elle a été 5 fois championne canadienne en couple avec son partenaire Lloyd Eisler. De plus, elle a remporté  le championnat du monde en 1993, ainsi que deux médailles de bronze olympiques en 1992 et en 1994.

## Biographie

### Vie personnelle
Isabelle est née à Kingsbury, mais elle a grandi à Saint-Jean-sur-Richelieu. Elle est mariée à Rocky Marval, un ancien patineur artistique en couple américain, depuis le 10 août 1996. Ils ont eu une fille, Gabriella, née le 1er novembre 2000. La famille habite au New Jersey.

### Carrière sportive
Isabelle Brasseur a commencé à patiner avec Lloyd Eisler en 1987. Précédemment, elle a patiné avec Pascal Courchesne, avec lequel elle a remporté le titre national de niveau junior en 1985.
Isabelle et Lloyd ont connu rapidement du succès durant leurs huit années dans les rangs amateurs, dont le point culminant fut leur victoire aux championnats du monde de 1993. Ayant participé à 3 Jeux olympiques, Brasseur/Eisler ont remporté deux médailles de bronze en 1992 et en 1994. Ils ont terminé leur carrière amateur avec une médaille d'argent remportée aux championnats du monde 1994, et ce malgré une blessure qu'Isabelle s'était infligée aux côtes.
En 1992, Brasseur et Eisler ont fait équipe avec Lou-Anne Brosseau pour fonder la compagnie B.B.E. Productions Inc.. La compagnie a planifié et organisé des événements professionnels de patinage artistique à travers le Canada dans le but de ramasser des fonds pour la fondation Rêves d'enfants. En septembre 1992, Brasseur/Eisler sont devenus les porte-paroles pour cette fondation. Durant son existence de 1992 à 2006, B.B.E. Productions Inc. a gagné de nombreux prix et a produit plus de 25 spectacles et amassé plus de 250 000 $ pour diverses fondations et œuvres de charité.

### Reconversion
En 1994, Brasseur/Eisler deviennent professionnels et participent à de nombreuses tournées et compétitions. Ils ont connu énormément de succès jusqu'à leur retraite définitive en 2004.
Isabelle Brasseur et Lloyd Eisler ont été intronisés au Temple de la renommée des sports du Canada en 1996, au Panthéon des sports du Québec en 1999 et au Temple de la renommée de Patinage Canada en 2000. Ils se sont mérités la médaille du service méritoire (division civile) en 1995.
Le 18 avril 2010, Dave Turcotte, député de Saint-Jean, lui décerne la médaille de l'Assemblée nationale du Québec pour sa performance remarquable à titre de patineuse artistique de niveau international et de son implication pour la fondation Rêves d’enfants lors du spectacle de fin d’année du Club de patinage artistique de Saint-Jean sous le thème « Des plus brillants exploits ».
Le Colisée de Saint-Jean-sur-Richelieu porte le nom de Colisée Isabelle-Brasseur depuis la fin des années 1990.

## Palmarès
Avec deux partenaires:
- Pascal Courchesne (2 saisons : 1984-1986)
- Lloyd Eisler (7 saisons : 1987-1994)

| Compétitions principales      | 1985    | 1986    |  | 1987    | 1988    | 1989    | 1990    | 1991    | 1992    | 1993    | 1994    |  |  |  |  |  |  |  |  |  |
| Jeux olympiques d'hiver       |         |         |  |         | 9e      |         |         |         | 3e      |         | 3e      |  |  |  |  |  |  |  |  |  |
| Championnats du monde         |         |         |  |         | 7e      | 7e      | 2e      | 2e      | 3e      | 1re     | 2e      |  |  |  |  |  |  |  |  |  |
| Championnats du Canada        |         | 5e      |  |         | 2e      | 1er     | 2e      | 1re     | 1re     | 1re     | 1re     |  |  |  |  |  |  |  |  |  |
| Championnats du monde juniors | 6e      | 7e      |  |         |         |         |         |         |         |         |         |  |  |  |  |  |  |  |  |  |
|                               |         |         |  |         |         |         |         |         |         |         |         |  |  |  |  |  |  |  |  |  |
| Autres Compétitions           | 1984/85 | 1985/86 |  | 1986/87 | 1987/88 | 1988/89 | 1989/90 | 1990/91 | 1991/92 | 1992/93 | 1993/94 |  |  |  |  |  |  |  |  |  |
| Skate America                 |         | 5e      |  |         |         |         |         |         |         |         |         |  |  |  |  |  |  |  |  |  |
| Skate Canada                  |         |         |  |         |         | 1re     |         | 1re     |         |         |         |  |  |  |  |  |  |  |  |  |
| Coupe d'Allemagne             |         |         |  |         |         |         |         |         | 1re     |         |         |  |  |  |  |  |  |  |  |  |
| Trophée de France             |         |         |  |         |         |         | 2e      |         |         |         |         |  |  |  |  |  |  |  |  |  |
| Trophée NHK                   |         |         |  |         |         | 4e      |         | 2e      |         | 4e      | 1re     |  |  |  |  |  |  |  |  |  |
| Légende : F = Forfait         |         |         |  |         |         |         |         |         |         |         |         |  |  |  |  |  |  |  |  |  |

## Prix et reconnaissance
- Médaille du service méritoire (division civile) en 1995;
- Introduit au Temple de la renommée des sports du Canada en 1996;
- Introduit au Panthéon des sports du Québec en 1999;
- Introduit au Temple de la renommée de Patinage Canada en 2000.
- Médaille de l'Assemblée nationale du Québec en 2010.

## Livres
- Brasseur, Isabelle. Brasseur & Eisler : to catch a dream / Isabelle Brasseur, Lloyd Eisler, Lynda D. Prouse. - Toronto : Macmillan Canada, 1996 246 p.  (ISBN 0-7715-7393-6)

- Brasseur, Isabelle. Brasseur & Eisler : the professional years / Isabelle Brasseur, Lloyd Eisler, Lynda D. Prouse. - Toronto : Macmillan Canada, 1999 222 pages  (ISBN 0-7715-7670-6)

## Sources
1. ↑  « Récipiendaires de la Médaille de l'Assemblée nationale - Assemblée nationale du Québec », sur www.assnat.qc.ca (consulté le 29 juillet 2024)

- (en) Cet article est partiellement ou en totalité issu de l’article de Wikipédia en anglais intitulé « Isabelle Brasseur » (voir la liste des auteurs).